# Relações entre Armênia e Azerbaijão
As relações entre Armênia e Azerbaijão são as relações diplomáticas estabelecidas entre a República da Armênia e a República do Azerbaijão. Ambos são vizinhos, com uma extensão de 787 km na fronteira entre os dois países. Tiveram relações governamentais formais entre 1918 a 1921, durante a breve independência desses países do Império Russo (que encontrava-se em colapso) como a República Democrática da Armênia e a República Democrática do Azerbaijão; essas relações existiram desde o período após a Revolução Russa de 1917 até que foram ocupadas e anexadas novamente pelo Estado sucessor, a União Soviética. Devido às duas guerras entre esses países no século passado - uma entre 1918 a 1921 (Guerra Armeno-Azeri) e outra de 1988 a 1994 (Guerra de Nagorno-Karabakh) - suas relações, ou a falta delas, tem sido moldadas devido ao conflito pela região de Nagorno-Karabakh.

## História
As raízes do conflito entre a Armênia e o Azerbaijão sobre o território de Nagorno-Karabakh datam de 1920-21, quando surgiu a questão de delinear a fronteira entre as Repúblicas Socialistas Soviéticas Armênia e Azerbaijão no âmbito da União Soviética. Em 1921, Josef Stalin, então comissário soviético de nacionalidades, decidiu que Nagorno-Karabakh, onde a maioria dos moradores eram armênios, seria incluído como um Oblast autônomo no Azerbaijão, não na Armênia.
Em 1988, os armênios de Nagorno-Karabakh declararam que desejavam separar-se do Azerbaijão e unir-se à Armênia. Em 1991, os armênios realizaram um referendo em Nagorno-Karabakh, e declararam a independência da República de Nagorno-Karabakh. O conflito violento em Nagorno-Karabakh levou 200.000 armênios a fugir do Azerbaijão para Nagorno-Karabakh e Armênia, enquanto 185.000 azeris fugiram da Armênia e 45.000 de Nagorno-Karabakh para o Azerbaijão.